# Korek topliwy

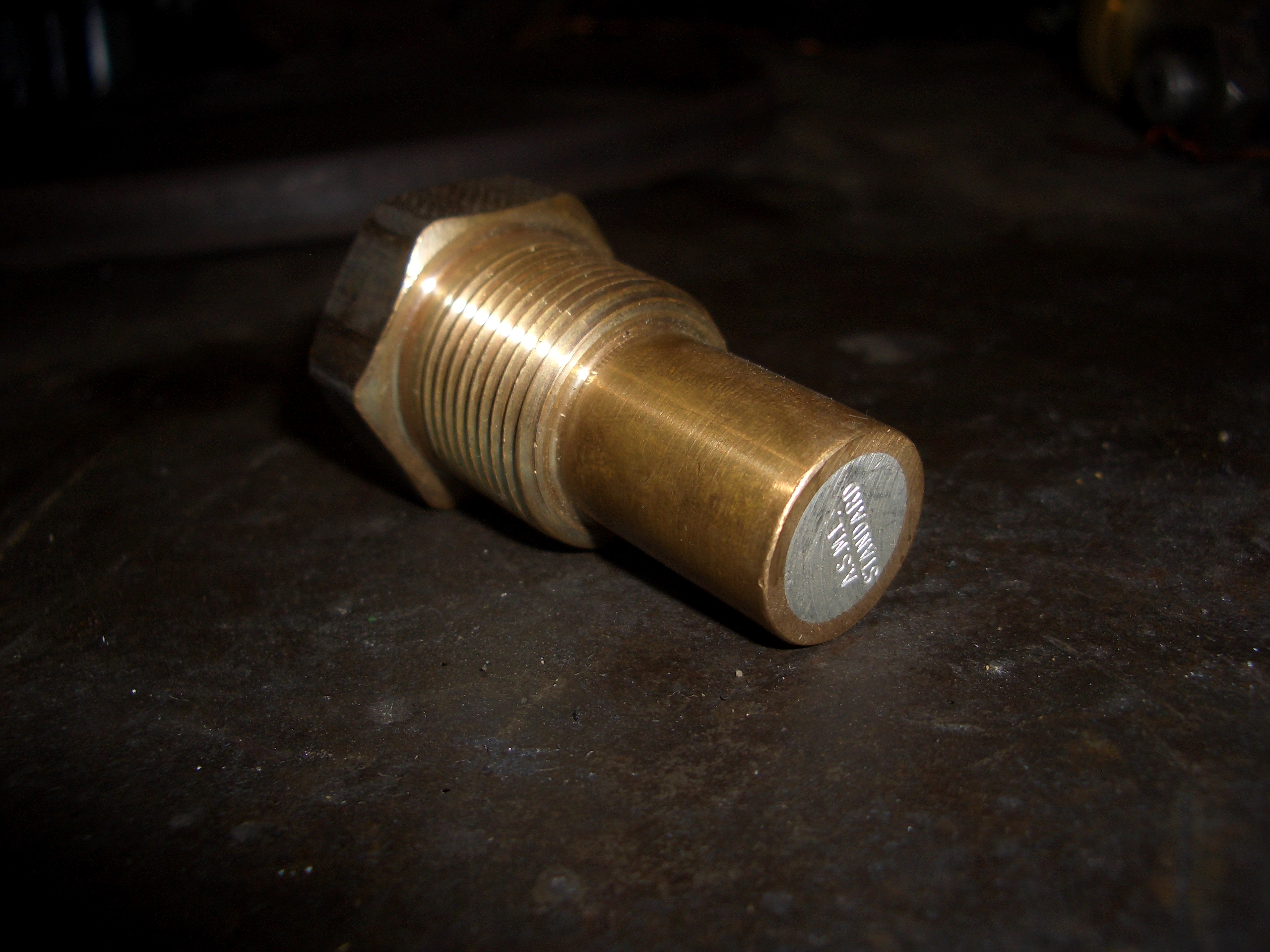
Korek topliwy z widocznym rdzeniem z metalu o niskim punkcie topliwości

Korek topliwy – jeden z dwóch głównych elementów bezpieczeństwa w kotłach parowozowych, pełni rolę zabezpieczenia przed eksplozją. Zwężający się ku dołowi gwintowany korek, zwykle wykonany z brązu, mosiądzu czy spiżu, z wywierconym na całej jego długości otworem. W tym otworze znajduje się rdzeń z metalu o temperaturze topnienia około 300°C, najczęściej z stopu ołowiu i niewielkiej ilości cyny lub antymonu. Korki umieszcza się pośrodku na górnej pokrywie (podniebienie) skrzyni ogniowej kotła parowego.

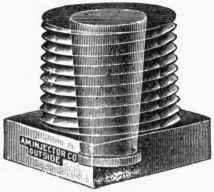
Rysunek korka topliwego z widocznym rdzeniem

Poziom lustra wody w kotle powinien utrzymywać się na poziomie wyższym od najniższego dozwolonego – 10 cm od najwyższego miejsca skrzyni ogniowej. Obserwacja poziomu lustra wody w kotle na wodowskazie to jeden najważniejszych obowiązków drużyny parowozu. Mimo że temperatura gazów spalinowych w skrzyni ogniowej osiąga 1200–1500°C, rdzeń nie topi się, gdyż woda, pod warunkiem zachowania odpowiedniego jej poziomu, stale chłodzi korek.
Stalowe (dawniej miedziane) ściany kotła mające bezpośredni kontakt z płomieniem i żarem są stale chłodzone wodą znajdującą się w kotle. W przypadku gdy poziom wody spadnie poniżej podniebienia paleniska (skrzyni ogniowej), następuje silne rozgrzewanie się blach i elementów konstrukcyjnych, które tracą swoją wytrzymałość. Tracące na wytrzymałości podniebienie pod wpływem ciśnienia panującego w kotle odkształca się, a nawet pęka, co może doprowadzić do wybuchu kotła.
W razie niebezpiecznego obniżenia poziomu wody w kotle korek nagrzewa się, a jego wkład w otworze wytapia. Przez powstały otwór para pod ciśnieniem wpada do paleniska, wydaje przy tym głośny syk alarmujący drużynę parowozową o niebezpieczeństwie. Po wytopieniu korka należy natychmiast wygasić kocioł i bezwzględnie zabrania się zasilać kocioł wodą (co mogłoby doprowadzić do gwałtownego podniesienia się ciśnienia i pęknięcia blachy z powodu różnić w rozszerzalności cieplnej podniebienia).